# Bravia
Bravia, typographié BRAVIA et acronyme de « Best Resolution Audio Visual Integrated Architecture », est une gamme de téléviseurs haute définition à écran LCD, de vidéoprojecteurs, et d'un ensemble d'articles de cinéma maison de la marque japonaise Sony.

## Description
Elle a été lancée en 1995 en remplacement de la gamme « LCD WEGA », marque utilisé jusqu'alors par Sony pour qualifier ses téléviseurs haute définition[réf. nécessaire].
Les téléviseurs BRAVIA sont fabriqués dans les usines Sony d'Espagne et de Slovaquie.

## Sources
- (en) Cet article est partiellement ou en totalité issu de l’article de Wikipédia en anglais intitulé « BRAVIA » (voir la liste des auteurs).